# الطيب والشرس واللعوب (فلم)
الطيب والشرس واللعوب فيلم كوميدي مصري من إنتاج سنة 2019. الفيلم من إخراج رامي رزق الله، وتأليف رأفت رضا، وإنتاج إيهاب السرجاني، ومن بطولة مي كساب، ومحمد سلام، وأحمد فتحي، وبيومي فؤاد، وطارق الإبياري.
عنوان الفيلم مستوحىً من اسم فيلم الطيب والشرس والقبيح المُنتج عام 1966.

## ملخص القصة
تدور الأحداث حول ثلاثة ممثلين معتزلين يخططون لتقديم عمل فني عن الكائنات الفضائية، وذلك بعد أن قرروا فجأة العودة للتمثيل من جديد، فما الصدى الذي سيلاقيه هذا العمل؟

## طاقم التمثيل
- مي كساب بدور زيزي اللعوب[3]
- محمد سلام بدور الطيب
- أحمد فتحي بدور الشرس
- بيومي فؤاد بدور حسن الهلالي

## وصلات خارجية
- مقالات تستعمل روابط فنية بلا صلة مع ويكي بيانات